# Platja del Moro
La Platja del Moro és una platja del municipi d'Alcalà de Xivert en la comarca del Baix Maestrat (País Valencià).
Aquesta platja limita al nord amb el roquer de la Romana i al sud amb el roquer del Moro i té una longitud de 110 m, amb una amplària màxima al centre de 55 m i de 25 m als extrems. Una roca que emergeix del mar front a ella li ofereix el nom.
Se situa en un entorn semiurbà a Alcossebre, amb un nivell d'ocupació alt els mesos d'estiu.
S'hi pot trobar una gran diversitat botànica en el roquer del seu nom, destacant una important colònia d'assutzena marina.
Compta amb el distintiu de Bandera Blava a més dels certificats de qualitat ambiental ISO 9001 i ISO 14001.